# إليزابيث كارلين
إليزابيث كارلين (بالإنجليزية: Elizabeth Karlin)‏ هي طبيبة أمريكية، ولدت في 1944، وتوفيت في 27 يوليو 1998.